# Johann Jakob von Lamberg
Johann Jakob von Lamberg, Freiherr von Ortenegg und Ottenstein – auch Hans Jakob von Lamberg und latinisiert Johannes Jacob de Lamberg (* 27. März 1561; † 7. Februar 1630 in Straßburg in Kärnten) war ein österreichischer römisch-katholischer Theologe, Domherr von Salzburg und Passau sowie Büchersammler. Als Johann VII. war er gegenreformatorischer Bischof von Gurk in Kärnten.

## Leben
Johann Jakob von Lamberg wurde wie sein zehn Jahre jüngerer Bruder Karl von Lamberg und sein sieben Jahre jüngerer Bruder Georg Sigmund (1568–1632) als Sohn des Sigmund vom Lamberg (1536–1619), oberster Landstallmeister in Krain, und der mit diesem seit 1558 verheirateten Siguna Eleonora von Kirchberg und Weißenhorn (1541–1576), einer Tochter von Johann Jakob Fugger, geboren. Er erhielt eine streng katholische Erziehung und wurde schon mit fünfzehn Jahren Domizellar von Salzburg. 1578 wurde er an der dortigen Kathedrale Domherr und vom Apostolischen Nuntius als Zögling zum Studium an das Collegium Germanicum nach Rom geschickt, wo auch der spätere Salzburger Erzbischof Wolf Dietrich von Raitenau weilte. Nach Beendigung seiner philosophischen und theologischen Studien kehrte er in seine Heimat zurück und wurde am 1. Mai 1585 in Passau zum Priester geweiht, wo er an der Domkirche auch das Kanonikat erhielt. Im Jahr 1587 wurde er Pfarrer in Feichten an der Alz:S. 2919 in Oberbayern.
Nach der Erwählung Raitenaus zum Salzburger Erzbischof im Jahr 1587 ging Lamberg nach Rom, um für den neuen Erzbischof die Altersdispens zu erreichen. Nach 1595 erhielt er die zum Bistum Passau gehörende Pfarrei Kirchberg am Wagram in Niederösterreich. Er war zudem ein Zeitlang Generalvikar und Offizial des Fürstbischofs Urban von Trennbach.:S. 2919 Ein Auftrag von Kaiser Rudolf II. führte ihn 1597 erneut nach Rom, um im Rahmen des Passauer Bistumsstreits gegen den Wittelsbacher Kandidaten für den Erzherzog Leopold von Österreich die Wahl zum Koadjutor von Passau zu betreiben. In Rom wirkte er 1598, während der Sedisvakanz des Passauer Bischofstuhls, als Haupt der österreichisch gesinnten Partei. Im gleichen Jahr war er auch auf dem Reichstag zu Regensburg Gesandter des Erzbischofs von Salzburg gewesen. Für seinen Einsatz im Passauer Bistumsstreit wurde Johann Jakob von Lamberg vom Erzherzog Ferdinand 1601 zum Geheimen Rat ernannt und zum Obersthofmeister der beiden Brüder des Erzherzogs (Leopold und Karl Joseph) berufen (Nachdem Karl Joseph Bischof von Breslau geworden war, wirkte Lamberg für drei Jahre als dessen Berater).:S. 2919 f.
Am 26. September 1603 wurde er in der Pfarrkirche von Salzburg durch Wolf Dietrich von Raitenau zum Bischof von Gurk geweiht.
1608 fiel er bei seinem Metropoliten, dem Salzburger Erzbischof, in Ungnade, nachdem er wegen seiner Unabkömmlichkeit als Passauer Obersthofmeister Johannes Fenzonius zum ad limina-Besuch nach Rom sandte. Nach Auffassung Wolf Dietrich von Raitenau wäre ihm dieses Recht zugestanden.
1613 wurde Lamberg von Erzherzog Ferdinand, dem späteren Kaiser Ferdinand II., zum Statthalter  und Hofkammerpräsident der innerösterreichischen Regierung in Graz ernannt.
Diese Funktion verlangte von ihm, dass er sich längere Zeit außerhalb seiner Diözese aufhielt. Aufgrund verschiedener Intrigen und den hohen Kosten für seine Grazer Hofhaltung, bat er Kaiser Ferdinand II. im Jahr 1621 ihn von diesem Amt zu entheben.
In seinem bereits 1622 verfassten Testament, demgemäß sein persönliches Eigentum seine Brüder und Neffen zu acht gleichen Teilen erhalten sollten, wies Lamberg den Kirchen von Feichten und Kirchberg Legate für Seelenmessen zu.:S. S. 2919, Anm. 5, und S. 2927
Am 7. Februar 1630 starb Bischof Lamberg in seiner Kärntner Residenz in Straßburg, er wurde vor dem Marienaltar nahe der Heiligkreuzkapelle in der Pfarrkirche bzw. dem Kollegiatstift St. Nikolai zu Straßburg beigesetzt.
Sein Erbe (Landbesitz, der vor allem aus dem 1620 erhaltenen Erbe seines Vaters stammte, und Geld) hatten, nachdem im Juni 1645 der Erzbischof von Salzburg, Paris von Lodron, in den entstandenen Erbstreit eingegriffen hatte, die Grafen von Lamberg Johann Maximilian (ein Enkel Johann Jakobs), Johann Wilhelm, Alphons und Konstantin von Lamberg erhalten.:S. 2927 f.
Die vor allem italienische (und im Gegensatz zu anderen Sammlungen seiner Zeit auch weitere nichtlateinische) Literatur des 16. Jahrhunderts umfassende Bibliothek des literarisch und humanistisch gebildeten Bischofs, deren Grundstock er bereits als Student durch Erwerbungen in Rom angelegt hatte und später durch Tausch, Kauf, erhaltene Schenkungen und wohl auch Erbschaft erweitert hat, wurde (als Teil der von Johann Jakobs Großneffen Johann Philipp von Steyr nach Passau gebrachten fürstbischöflichen Hofbibliothek) während der Säkularisation 1803 nach München gebracht. Rund 740 der nahezu 1100 gedruckten Werke aus Lambergs kostbarer Büchersammlung kamen später in die Bayerische Staatsbibliothek.:S.  2919 f. und 2922–2928